# Adiantum vogelii
Adiantum vogelii är en kantbräkenväxtart som beskrevs av Georg Heinrich Mettenius och Oskar Kuhn. Adiantum vogelii ingår i släktet Adiantum och familjen Pteridaceae. Inga underarter finns listade.